# Koreněvo
Koreněvo (rusky Ко́ренево) je sídlo městského typu v Kurské oblasti v Ruské federaci. Při sčítání lidu v roce 2010 mělo přes šest tisíc obyvatel.

## Poloha a doprava
Koreněvo leží na říčce Krepně, která se přibližně šest kilometrů jihozápadně od obce vlévá zleva do Sejmu. Od Kursku, správního střediska oblasti, je vzdáleno přibližně 100 kilometrů jihozápadně. Od rusko-ukrajinské státní hranice je vzdáleno přibližně dvacet kilometrů.
Od roku 1868 má obec nádraží na trati z Kyjeva přes Konotop do Kursku.

## Dějiny
První zmínka o obci je z roku 1625. Její význam vzrostl s výstavbou železnice v šedesátých letech devatenáctého století. V roce 1895 postavil koreněvský kupec Sekerina mlýn, po jeho požáru z peněz za pojistné plnění vybudoval obilný závod, který existuje do současnosti pod jménem OJSC Koreněvochleboprodukt.
V závěrečné fázi první světové války bylo 4. května 1918 v Koreněvu podepsáno příměří mezi představiteli německo-rakouských okupačních vojsk na Ukrajině a sovětským Ruskem.
Od roku 1938 má Koreněvo status sídla městského typu.
Za druhé světové války bylo Koreněvo okupováno německou armádou od 27. října 1941 do 8. března 1943. Osvobozeno bylo silami 1. praporu 687. pluku 141. pěší divize pod velením kapitána Korogodina.
Během rusko-ukrajinské války se pokusila ukrajinská armáda dne 7. srpna 2024 obsadit Koreněvo v rámci svého tažení do Kurské oblasti. Dne 17. srpna 2024 ukrajinské zdroje oznámily, že pronikly do Koreněva, ale Rusové to popřeli s tím, že všechny ukrajinské útoky úspěšně odrazili. V souvislosti s boji o Koreněvo byla nařízena evakuace veškerého obyvatelstva, dne 24. srpna v Koreněvu zůstávalo posledních cca 50 civilních obyvatel.